# Lathyrus holochlorus
Lathyrus holochlorus är en ärtväxtart som först beskrevs av Charles Vancouver Piper, och fick sitt nu gällande namn av Charles Leo Hitchcock. Lathyrus holochlorus ingår i släktet vialer, och familjen ärtväxter. Inga underarter finns listade i Catalogue of Life.